# Tockus leucomelas
Tockus leucomelas là một loài chim trong họ Bucerotidae.
Loài này sinh sống ở nam châu Phi.